# Caves du Palais Saint-Firmin
Les caves du Palais Saint Firmin sont situées sous le village de Gordes (Vaucluse, lui-même sur un piton rocheux à +/- 300 mètres d'altitude.
Les caves sont aménagées principalement sous une grande maison dite « Palais Saint Firmin », elles sont composées de différentes salles troglodytes avec escaliers souterrains, citernes, ancien moulin à huile seigneurial, etc. Le tout formant un réseau de caves dispersées sur 7 niveaux et 18 mètres de dénivelé.
L'aspect et les volumes occupés de ces caves ont évolué au fil du temps et des besoins, mais l'on date les origines de ces caves du XIIe au XVIIIe siècle avec de nombreuses pièces redécouvertes vers la fin du XXe siècle.

## Histoire et détail des lieux
Les « caves » du Palais Saint Firmin sont ouvertes au public depuis 1999. Elles ont été redécouvertes par accident en 1961. Depuis, selon son propriétaire, le même qu’en 1961, les travaux de dégagements n’ont jamais vraiment cessé. Celui-ci définit ces caves comme « un condensé de vie Gordienne … une histoire des villages perchés, où la vie était difficile et le travail était dur avec peu de lumière et peu d’air »
À l’origine de ces pièces troglodytes imbriquées les unes dans les autres, l’extraction de la pierre. Gordes est posé sur un rocher de pierre calcaire ayant servi pour la construction de plusieurs bâtiments. Ces carrières ont ensuite été revoûtées et aménagées. L’aménagement de ces pièces a été remodelé au fil des siècles, en fonction des besoins. Les maisons écroulées étaient rebâties les unes après les autres et certaines pièces ont changé de destination, etc.
Dans cet ensemble, plusieurs salles déjà dégagées ont de l’importance pour la compréhension de l’ensemble :
- Une chapelle du XIIe / XIIIe siècle, extension d’un prieuré roman, celui de l’abbaye bénédictine de Saint-Chaffrey (dans la plaine de Gordes, peut-être à l’origine de l’implantation du village), témoigne qu’il ne s’agissait pas uniquement de lieu de stockage.
- La pièce la plus importante en taille servait à presser l’huile d’olive à travers des scourtins. Plusieurs pièces annexes montrent des bacs (olives), citernes (eau) et cuves (huiles) de stockage taillés à même la pierre attestant d’un niveau important d’activité. Il s’agit d’un système de pressoirs que l’on appelle « pressoir à chapelle », à cause de la forme en croix de la partie servant à caler le pressoir. L’ensemble semble dater de la fin du XVIe siècle, date de la construction de l’Hôtel Saint Firmin.

Environ deux cinquièmes des pièces qui ont été excavées sont actuellement visitables (pour des raisons de sécurité, de facilité d’accès, etc.). Parmi ces « restes » non visitables en l'état actuel, plusieurs autres pièces, de communication, de stockage ou encore un moulin daté vers 1450 de type moulin romain.

## Accès

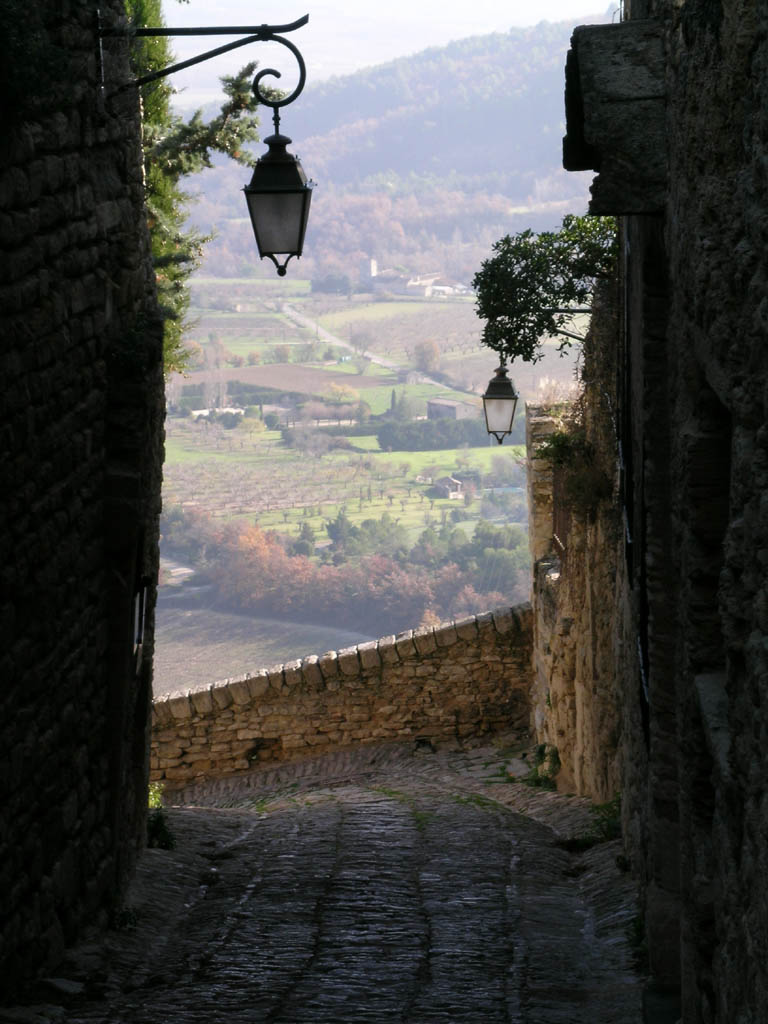
la ruelle

L'entrée est située entre l'église du village et le belvédère. La ruelle qui y descend permet d'observer le mur extérieur des jardins du palais Saint Firmin. C'est l'exemple même d'une des calades des villages perchés de Provence.
Depuis cette ruelle, il faut descendre quelques marches pour trouver l'accueil.

## Monument Historique
Site inscrit à l'inventaire des Monuments historiques :
Hôtel Saint Firmin, ancien Hôtel Gaudin-de-Lancier, rue du Four.
Inscription par arrêté du 4 mars 1998 : « Hôtel et ensemble avec constructions, terrasse, niveaux souterrains, aménagements troglodytes, substructions et vestiges archéologiques ».
En plus des caves, des jardins et terrasses, l'Hôtel Saint Firmin présente une cour avec façade Renaissance et escalier monumental qui auraient pu à eux seuls mériter ce classement.

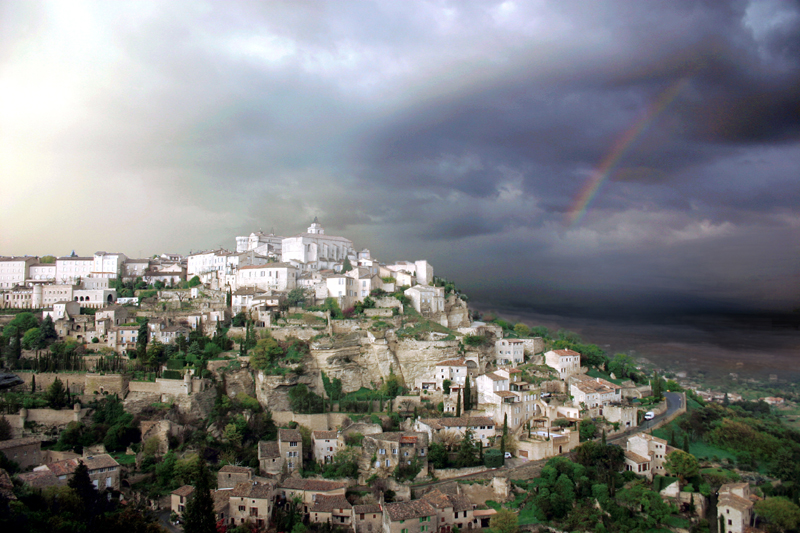
Le village de Gordes
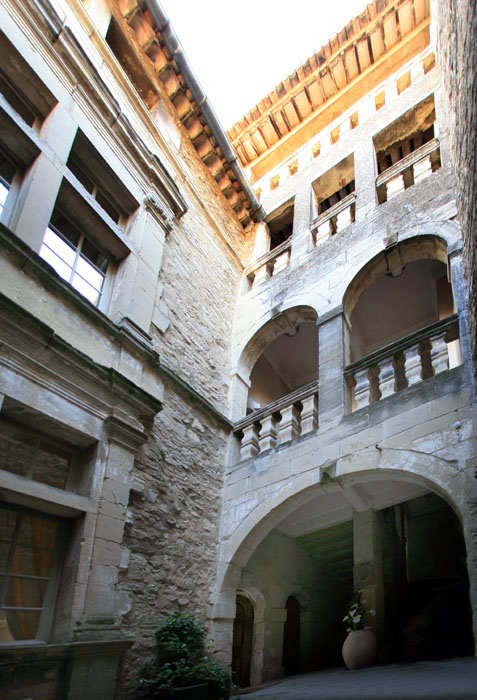
La cour du Palais (privée)
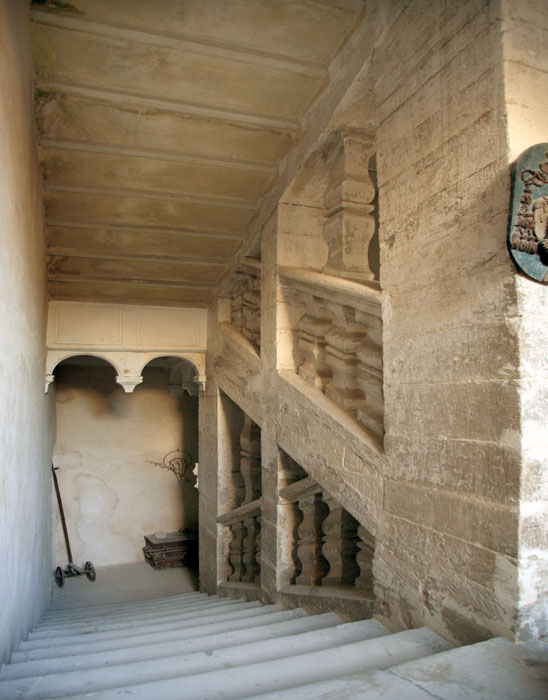
L'un des escaliers